# Marinovec Zelinski
Marinovec Zelinski is een plaats in de gemeente Sveti Ivan Zelina in de Kroatische provincie Zagreb. De plaats telt 74 inwoners (2001).